# Ombline Ley
Ombline Ley est une réalisatrice française née en 1988 aux Lilas.

## Biographie
Après des études de cinéma à l'Université Panthéon-Sorbonne, Ombline Ley entre à l'École nationale supérieure des arts décoratifs dont elle est diplômée en 2014.
Son court métrage Cavernicole (2015), montré au festival Visions du réel, est récompensé par le prix du meilleur film au festival Bogoshorts à Bogota.
Avec Caroline Capelle, elle réalise un premier long métrage, Dans la terrible jungle, « documentaire de création saisissant sur un institut médico-éducatif », qui est présenté au festival de Cannes 2018 dans la programmation de l'ACID.

## Filmographie

### Courts métrages
- 2013 : Baltic Princess
- 2015 : Cavernicole

### Long métrage
- 2018 : Dans la terrible jungle (coréalisatrice : Caroline Capelle)